# Golem L'indispensabile
Golem L'indispensabile è stata una rivista online fondata nel 1996 da Umberto Eco, Gianni Riotta e Danco Singer. Si presentava con una sezione centrale dedicata al "Tema del mese", una rubrica di recensioni e altri contributi minori e un "Dossier" monografico esteso anche a più numeri. Sospesa nel 1999, riprese nel 2001 con una sponsorizzazione dell'Enel. Nel 2007 iniziò una nuova serie edita da Federico Motta, con un comitato direttivo formato, oltre che da Eco e Singer, da Carlo Bertelli, Renato Mannheimer e Gherardo Colombo.
Tra i principali collaboratori si ricordano: Nanni Balestrini, Alessandro Baricco, Maurizio Bettini, Mario Calabresi, Franco Cardini, Giulietto Chiesa, Furio Colombo, Carlo De Benedetti, Aldo Grasso, Gad Lerner, Roberto Leydi, Raul Mordenti, Moni Ovadia, Ugo Pirro, Maria Luisa Spaziani, Domenico Starnone, Corrado Stajano, Gino Strada, Mario Tozzi, Nicola Tranfaglia, Marco Travaglio, Ugo Volli.
Tra il 2002 e il 2007 la rivista ha anche pubblicato (con l'editore Motta) la collana "Saggi e indispensabili", con titoli, tra gli altri, di Valentina Pisanty e Ippolito Pizzetti.